# Gorgoneu

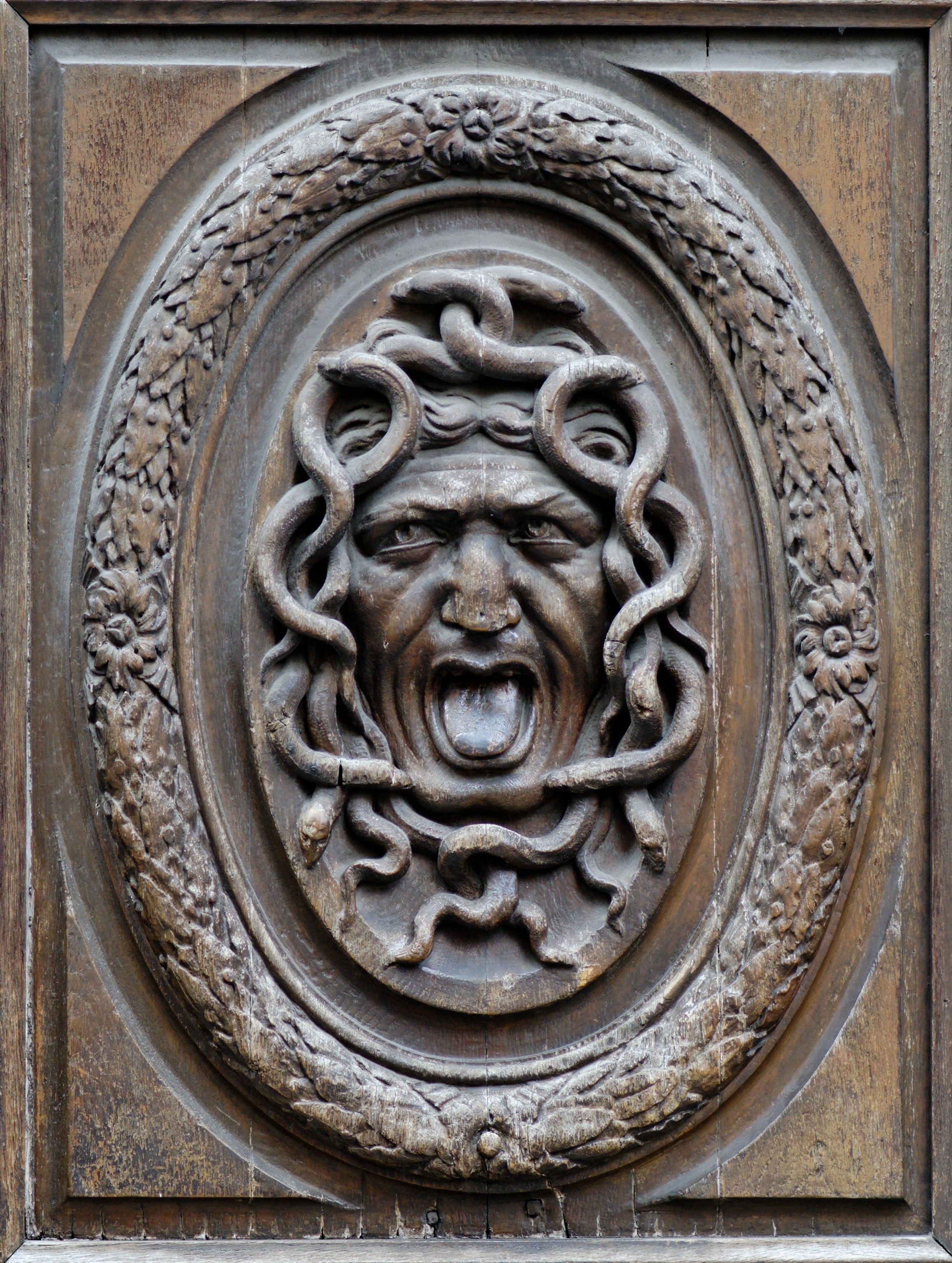
Panell de fusta d'una porta que ha de protegir la casa d'hostes indesitjats (Thomas Regnaudin, ca. 1660)

A l'antiga Grècia, un gorgoneu (en grec antic: Γοργόνειον, Gorgoneion) era un amulet apotropaic que representava el cap de la Gòrgona per induir horror. Estava relacionat amb les deïtats de Zeus i Atena, i es deia que tots dos haurien portat una arracada amb aquest motiu. També era una ègida reial popular, tal com es mostra per exemple en el mosaic d'Alexandre i el camafeu Gonzaga.

## Evolució
Homer es refereix a la Gòrgona en quatre casos, i cada vegada només fa esment al seu cap, com si la criatura no tingués cos. Jane Ellen Harrison afirma que la «Medusa és un cap sense res més ... una màscara a la qual posteriorment se li va adossar un cos». Fins al segle v aC, el cap era realitzat amb unes faccions molt lletges, amb una llengua que es projecta, ullals de senglar, galtes poderoses, els globus oculars mirant fixament qui l'observa i serps retorçant-se al seu voltant.
La mirada directa frontal, «evidentment mirant més enllà del seu context iconogràfic i desafiant directament l'observador», era molt inusual en l'art grec antic. A vegades hom li adossava una barba sota el mentó (probablement en representació de rastres de sang), cosa que li donava l'aparença d'una deïtat orgiàstica emparentada amb Dionís.
Les representacions que decoren els escuts de guerrers en vasos grecs del segle v eren molt menys grotesques i amenaçadores. En aquesta època, la Gòrgona havia perdut els seus ullals i les serps eren bastant estilitzades. La peça hel·lenística coneguda com la Medusa Rondanini il·lustra la transformació eventual en una dona bella.

## Ús

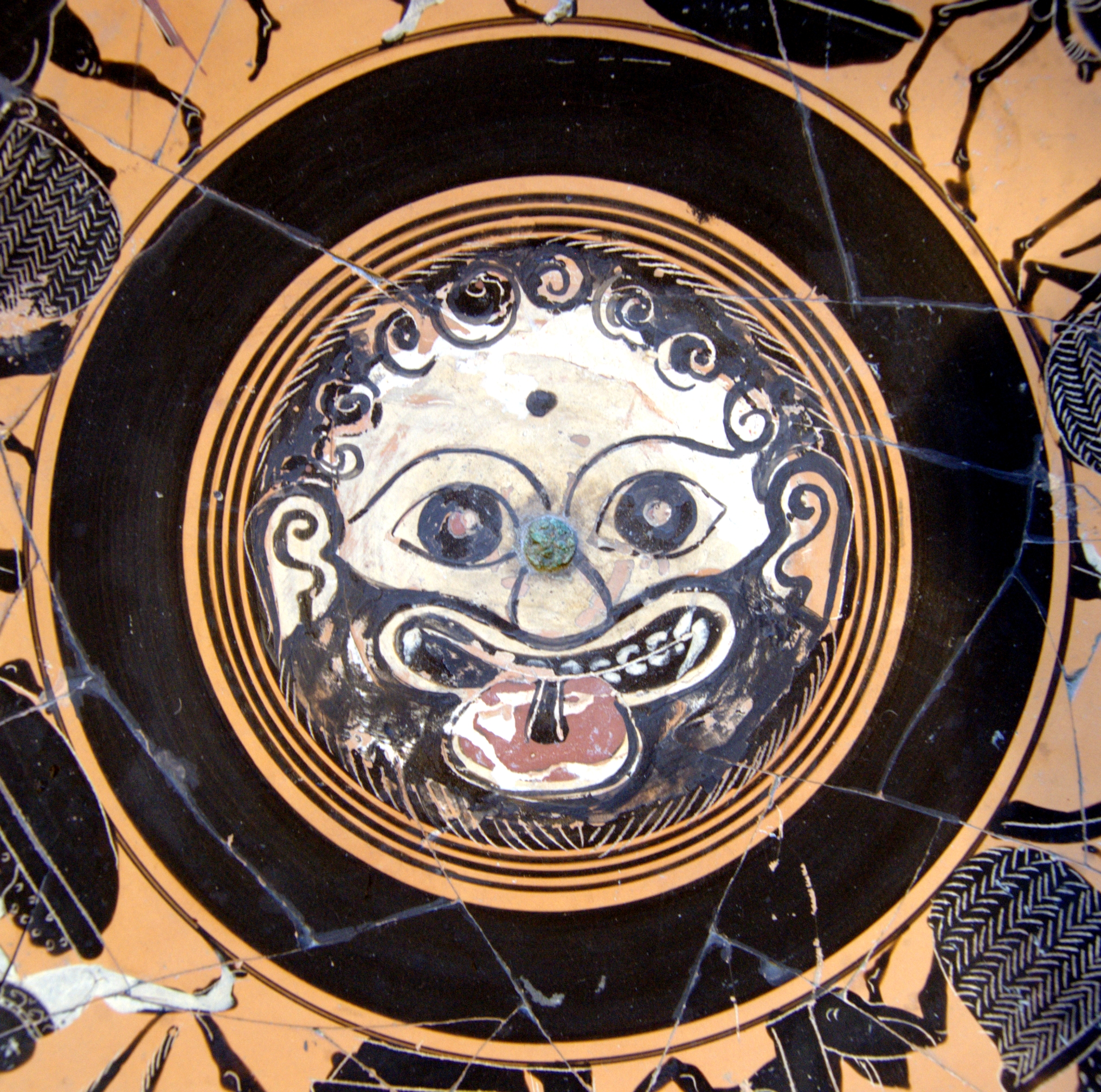
Gorgoneu home. Tondo d'una tassa grega antiga d'Àtica en ceràmica de figures negres, de finals del (Cabinet des medailles de la Bibliothèque Nationale de France)

El gorgoneu apareix per primera vegada en l'art grec a començaments del segle viii aC. Una de les primeres representacions és en una estatera d'electre descoberta durant excavacions realitzades a Pàrion. Altres exemples són de començaments del segle viii aC, i es van trobar en Tirint. Si ens remuntem en el temps, hi ha una imatge similar al palau de Cnossos, datada al segle xv aC. Marija Gimbutas argumenta que «la Gòrgona es remunta, almenys, al 6000 aC, tal com s'observa en una màscara ceràmica de la cultura de Sesklo».
Al segle vi, els gorgoneus d'un tipus «de màscara de lleó» eren molt freqüents en els temples grecs, especialment a la zona de Corint i la seva àrea d'influència. A Sicília era usual posar gorgoneu als frontons dels edificis, i probablement un dels més antics que s'han conservat sigui el del temple d'Apol·lo de Siracusa. Cap al 500 aC, van deixar-se d'utilitzar per decorar edificis monumentals, tot i que van perdurar en els antefixos d'estructures més petits al llarg del segle següent.
A més del seu ús en temples, es troben imatges de la Gòrgona en vestits, plats, armes, i monedes en una àmplia regió de la Mediterrània, d'Etrúria fins a les costes de la mar Negra. Es va batre moneda amb la figura de la Gòrgona en 37 ciutats; la seva imatge és la segona pel que fa a la seva ubiqüitat numismàtica, només sobrepassada per certs déus olímpics. Pel que fa a paviments de mosaic, el gorgoneu era en general situat entorn del portal d'accés, com si protegís la llar davant l'accés d'intrusos hostils. En kilns de l'Àtica, el gorgoneu sobre la porta del kiln protegia de possibles accidents. Juntament amb la trisquela, el gorgoneu forma part del símbol de Sicília, la Trinàcria, ja de l'antiguitat.

## Galeria

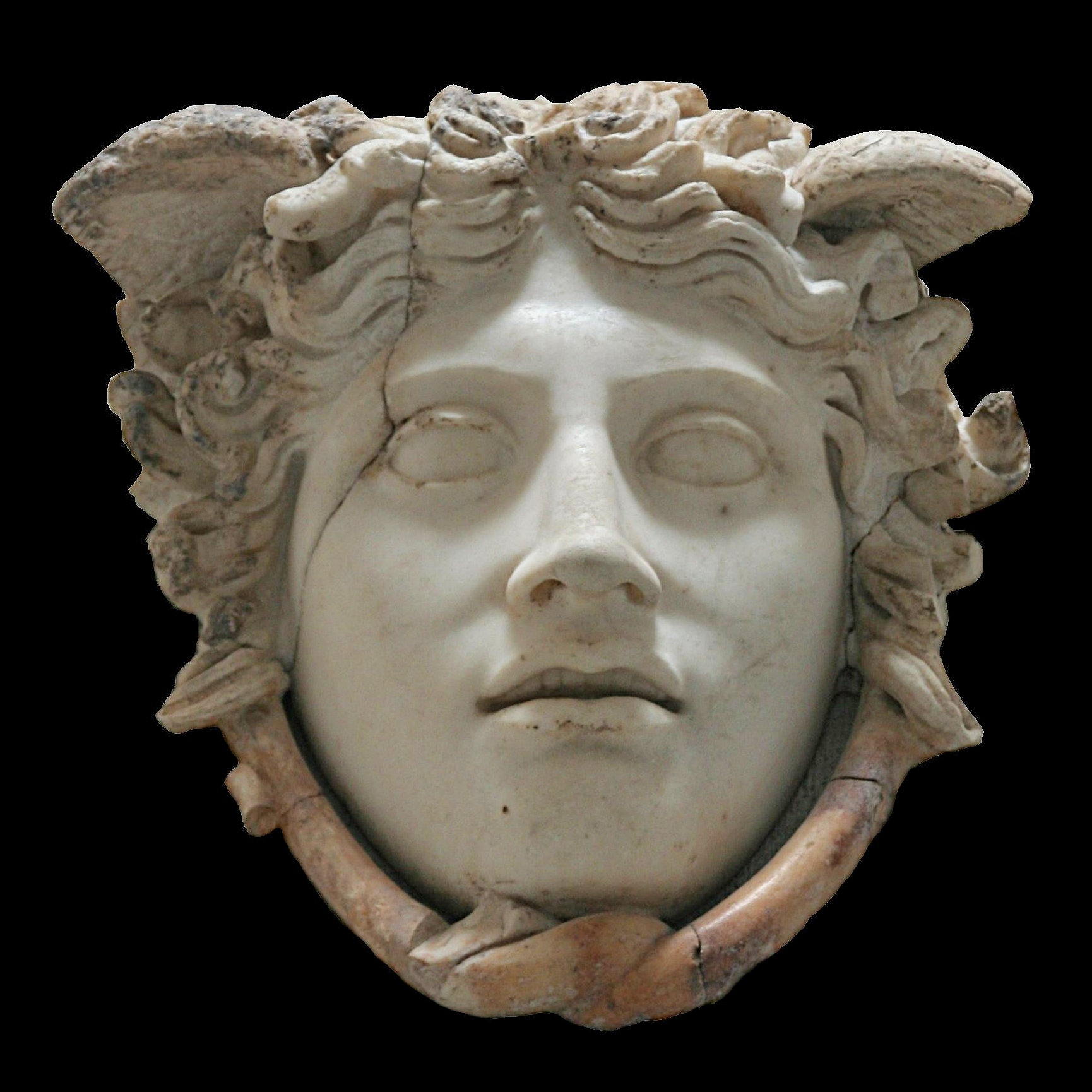
La Medusa Rondanini, de marbre
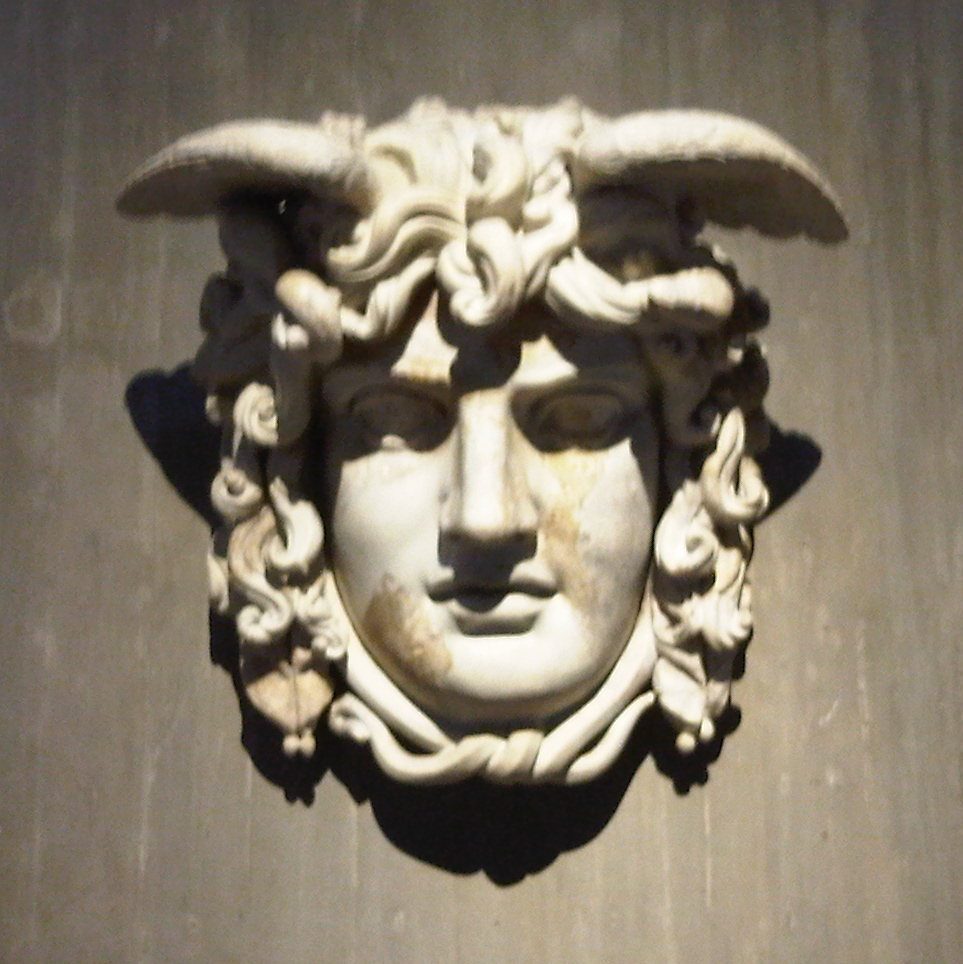
Gòrgona Medusa (130) en el museu romanogermànic de Colònia
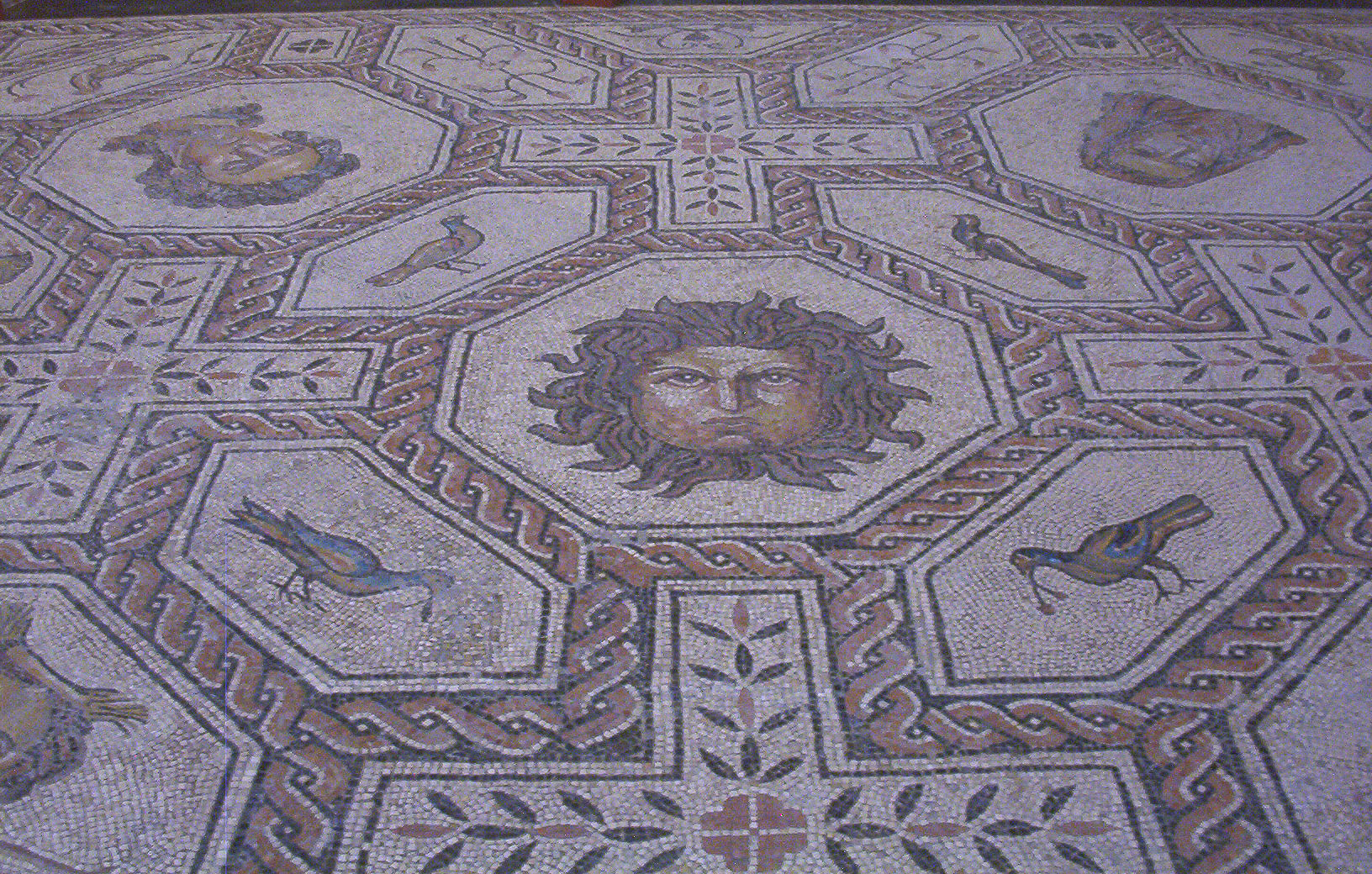
Mosaic en un paviment romà de Palència
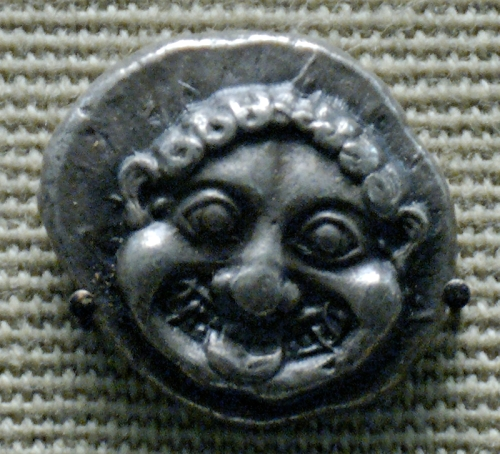
Cap de Gòrgona en un Dracma de plata encunyat a Atenes, c. 520 aC
La Trinàcria, símbol de Sicília